# NGC 6594
NGC 6594 (другие обозначения — MCG 10-26-19, ZWG 301.17, IRAS18095+6107, PGC 61482) — галактика в созвездии Дракон.
Этот объект входит в число перечисленных в оригинальной редакции «Нового общего каталога».